# René Mussi
René Mussi (20 de marzo de 1982) es un actor mexicano.
Tuvo pequeños papeles especiales en telenovelas en las que destacan la exitosa La fea más bella, Querida enemiga, Juro que te amo entre otras. Luego empezó a ser más conocido por su participación en Zacatillo, un lugar en tu corazón de la productora Lucero Suárez en el papel de Camilo junto a Ingrid Martz y Jorge Aravena, y su última participación fue en Ni contigo ni sin ti de la productora Mapat L. de Zatarain en el papel de Lalo junto a Laura Carmine y Eduardo Santamarina.
En 2010 protagonizó su primera película, El pecado de Aurora.

## Filmografía

### Telenovelas
- Enamorándome de Ramón (2017)... Carlos Garcés
- La Vecina (2015)... Árbitro de fútbol
- Ni contigo ni sin ti (2011)... Eduardo "Lalo" Garnica
- Zacatillo, un lugar en tu corazón (2010)...Camilo
- Alma de hierro (2008-2009)
- Juro que te amo (2008-2009)....Memo
- Querida enemiga (2008).....Lucas
- Yo amo a Juan Querendón (2007-2008)
- Amor sin maquillaje (2007)
- La fea más bella (2006-2007)....Ricardo

### Series de televisión
- Mujer, casos de la vida real (2005)

### Películas
- El pecado de Aurora (2010)

- Datos: Q6105748